# Bodtjärnen (Bodums socken, Ångermanland, 709531-151275)
Bodtjärnen är en sjö i Strömsunds kommun i Ångermanland och ingår i Ångermanälvens huvudavrinningsområde.